# Вузькоколійні залізниці Закарпаття
Вузькокол́ійні залізн́иці Закарп́аття — мережа залізниць вузької колії в Закарпатській області, яка виконувала роль промислового та під'їзного видів транспорту, а також роль транспорту загального користування. На піку розвитку залізничного транспорту сукупна довжина колій мережі становила близько 1500 км.

## Історія

### Австро-Угорський період
Періодом найбільш бурхливого будівництва залізниць на території Закарпаття став кінець XIX — перша половина XX століття. Швидкі темпи економічного розвитку Австро-Угорщини в другій половині XIX століття зумовили необхідність розвитку транспортної інфраструктури для інтенсивнішого використання природних ресурсів, насамперед в деревообробній та лісохімічній галузі. В 1872 р. через територію Закарпаття пролягла ширококолійна залізниця Дебрецен — Сигіт, яка розширювала можливості вивезення промислової деревини та інших природних багатств в центральні та південні регіони Австро-Угорщини. Розширення ринку збуту спричинило відкриття нових тартаків на теренах краю та стрімке зростання обсягу вирубок лісу. Однак ліси, які знаходились в низинній частині Закарпаття і прилягали до основних транспортних магістралей, на кінець XIX століття були практично вирубані. Тому нові лісорозробки відкривалися, як правило, у віддалених гірських місцевостях. Найбільш ефективним видом транспорту для вивезення деревини з важкодоступних місць виявилися вузькоколійні залізниці.
Перша вузькоколійна залізниця на Закарпатті була відкрита у 1880 році для перевезення солі. Наприкінці XIX століття поширення набули так звані «конки» — лісові вузькоколійні залізниці, на яких вантажні перевезення здійснювались за допомогою кінної тяги. На початку XX століття вузькоколійні залізниці Закарпаття перейшли на парову тягу. Залізниці були прокладені в долинах основних річок краю: Боржави, Ужа, Латориці, Ріки, Тиси, Тереблі. Здебільшого це були приватні залізниці, які використовувались як під'їзний транспорт — від приватних підприємств до залізниць загального призначення. Тільки незначна частка вузькоколійних залізниць знаходилась у відомчому підпорядкуванні.

### Чехословацький період: 1919—1938
В 1919–1920 роках колії на Підкарпатській Русі, що належали угорським компаніям, увійшли до складу Чехословацьких державних залізниць — ČSD. Націоналізація вузькоколійних залізниць супроводжувалась вирішенням багатьох проблем, зокрема був поновлений парк рухомого складу та вирішено питання ремонту колійного господарства. Уряд Чехословаччини продовжив розбудовувати мережу вузькоколійних залізниць для перевезення вантажів та пасажирів, які були споруджені в австро-угорський період. Загальна протяжність вузьких колій Закарпаття наприкінці 30-х років XX століття становила 1339 км.

### Угорський період: 1938—1945
6 березня 1939 р. під час набуття Підкарпатською Руссю автономії були спроби створити самостійні Карпато-Українські залізниці, на перешкоді яких стала Друга Світова Війна. З 1939 р. по 1945 р. залізниці Підкарпатської Русі експлуатувались угорською компанією MÁV. Залізничні дільниці знову отримали нову нумерацію. Також було проведено інвентаризацію та перенумеровано рухомий склад.

### Радянський період: 1945—1991
Після закінчення Другої Світової війни Закарпаття опинилось у складі СРСР, а залізниці області увійшли до складу «Радянських залізниць» («Советские железные дороги»). Міністерство шляхів сполучення («Министерство путей сообщения») прийняло в управління мережу вузькоколійних залізниць у Закарпатті в 1945 році, і першим їхнім завданням було перешиття колій з 760 мм на 750 мм. Перехід вузькоколійних залізниць на стандарт 750 мм закінчився в 1950 році.

### Період незалежної України: після 1991
При здобутті в 1991 році незалежності Україною розпочалася історія самостійних українських залізниць. Постановою Кабінету Міністрів України від 14 грудня 1991 року створено Державну адміністрацію залізничного транспорту, яка одержала назву «Укрзалізниця», до складу якої і увійшли окремі залізниці Закарпаття. Управління залізницями здійснювало Ужгородське відділення Львівської залізниці.
Нові підходи до ведення лісового господарства, зокрема збільшення частки автомобільного транспортування деревини, пік економічної кризи в 1994 році, що супроводжувався проблемами з постачанням паливно-мастильних матеріалів, стали першою групою причин, що призвели до закриття та ліквідації більшості вузькоколійних залізниць Закарпаття. До інших причин зниження обсягу перевезень на вузькоколійних залізницях можна віднести незбалансовану цінову політику Укрзалізниці, коли тарифи на перевезення вузькоколійною мережею прирівнювались до тарифів загальної мережі — без врахування специфіки рухомого складу, можливостей вдосконалення штатного розкладу тощо.

## Опис залізниць

### Марамароська соляна залізниця
Перша вузькоколійна залізниця на Закарпатті була введена в експлуатацію 5 червня 1880 року компанією «Máramarosi Sóvasút» — MSV («Марамароська соляна залізниця»). Залізницею здійснювалось транспортування солі від соляних шахт в Солотвині (угор. Aknaszlatina) до ширококолійної залізничної станції Камара-Сигіт (угор. Sókamara, рум. Cămara Sighet), розташованої неподалік м. Сигіт. Ширина колії становила 760 мм. Пізніше компанія перешила вузьку колію на широкий стандарт.

### Боржавська вузькоколійна залізниця

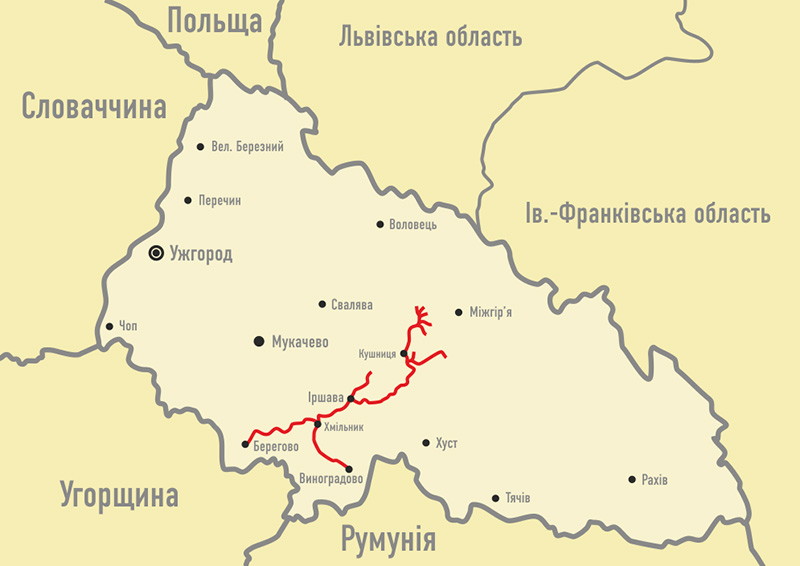
Схема Боржавської вузькоколійки

Одна з частково діючих вузькоколійних залізниць в Україні, в межах Виноградівського, Берегівського та Іршавського районів Закарпатської області. Загальна довжина залізниці — 123 км, ширина колії — 750 мм.
Введена в експлуатацію 24 грудня 1908 року. Залізниця використовувалась передусім для перевезення деревини з гірських масивів Полонина Боржава і Великий Діл в Закарпатську низовину для подальшого транспортування та переробки. Пізніше — для пасажирських перевезень. Головна гілка пролягла вздовж річки Боржави, що й дало назву залізниці. У верхів'ях річки колія розгалужувалась на кілька гілок, які вели до віддалених гірських лісорозробок.
Спочатку Боржавська залізниця мала приватну форму власності у формі акціонерного товариства, яке мало назву «BGV» («Borzsavölgyi Gazdasági Vasút» — «Господарська Залізниця Боржавської Долини»). 1923 року залізниця націоналізована Чехословацькими державними залізницями — ČSD.
1938 року південна частина Закарпаття перейшла до Угорщини, а уряд Карпатської України переніс столицю до Хусту. Таким чином, Боржавська залізниця була формально розділена на дві частини та опинилась у складі двох держав.
З 1939 р. по 1945 р. лінія експлуатувалась угорською компанією MÁV.
Після входження Боржавської вузькоколійної залізниці до складу «Советских железных дорог» (СЖД) колія була перешита з 760 мм на 750 мм. Перехід на стандарт 750 мм закінчився в 1950 році.
Нині в експлуатації залишається гілка Виноградів — Хмільник — Іршава, а також Берегово — Хмільник.

### Вузькоколійна залізниця Тересва— Усть-Чорна

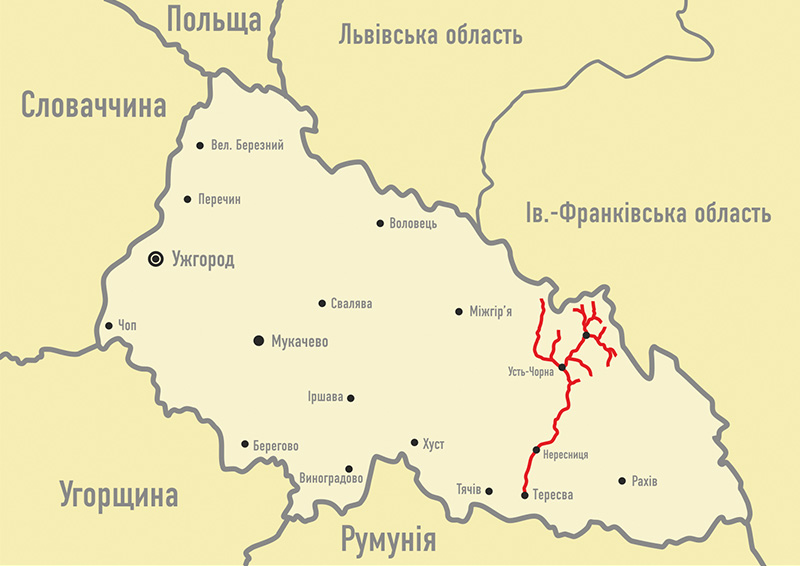
Схема вузькоколійки Тересва — Усть-Чорна

Побудована в 1903 році для перевезення деревини з верхів'їв річки Тересви до залізничної станції Тересва. Залізницею здійснювались також пасажирські перевезення.
Головна гілка з'єднувала Тересву з Усть-Чорною та пролягала в долині річки Тересва — від гирла до її верхів'їв. В Усть-Чорній залізниця розгалужувалась на дві гілки: одна вела вверх долиною річки Брустурянки до станцій Лопухів (Брустури) та Турбат — аж під перевали Околе та Легіонів, що на межі Івано-Франківської області; інша гілка пролягала в долині річки Мокрянки та вела у віддалені лісорозробки через села Руська Мокра та Німецька Мокра.
У занепад вузькоколійка прийшла після сильної повені на річці Тересва у 1999 році. Остаточний демонтаж проведено в 2003 році.

### Вузькоколійна залізниця Ужгород— Анталовці

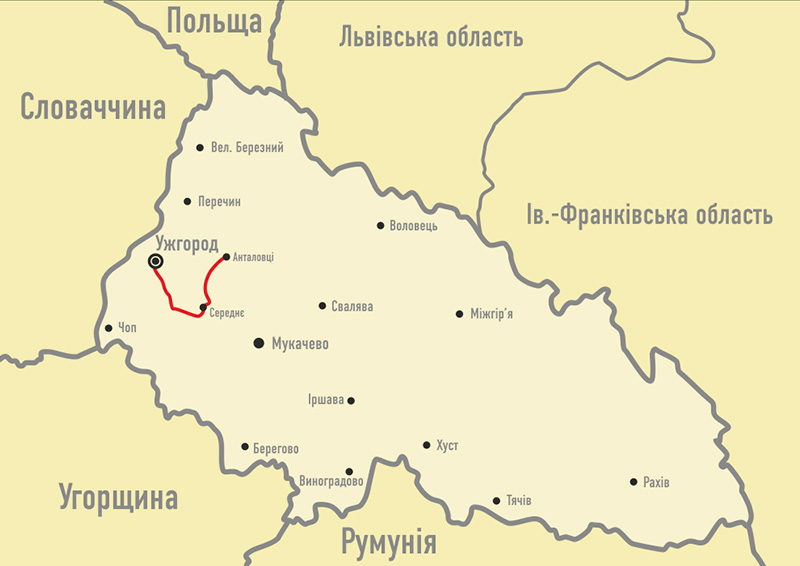
Схема вузькоколійки Ужгород — Анталовці

Залізниця Ужгород — Радванка — Анталовці з шириною колії 760 мм була здана в експлуатацію в серпні 1916 року. Рух було відкрито у 1917 році. Експлуатаційна довжина колії становила 34,507 км. Спочатку залізниця була ліцензована тільки для перевезення деревини, транспортування якої здійснювалось з околиць Анталовців на деревообробне підприємство, що виробляло дерев'яні рукоятки та накладки для багнетів, артилерійських тесаків і прикладів.
Лінія починалась на залізничній станції «Радванка» в Ужгороді, яка знаходилась на відстані 1 км від головної ширококолійної станції в Ужгороді. Дві станції були з'єднані колією, яка вела до каменоломні. Вузька колія проходила через селище Середнє, потім повертала на північ в долину річки Віолла і прямувала до Анталовець. Зупинки знаходилися в Дравцях, Підгорбі, Холмцях, Руських Комарівцях, Вовковому, Середньому, Чертежі, Худльові та Анталовцях.
До травня 1918 року вузькоколійка Ужгород — Анталовці підпорядковувалась «Імператорсько-королівським австрійським військовим залізницям» — kkHB («kaiserlich-königlich österreichische Heeresbahn»), після чого вона перейшла в управління угорської компанії MÁV.
Після включення Підкарпатської Русі до складу Чехословаччини 21 червня 1919 року залізниця була взята під контроль чехословацькою армією. 1 жовтня 1920 р. — передана Чехословацьким державним залізницям (ČSD).
1922 року вузькоколійна залізниця Ужгород — Анталовці перейшла у підпорядкування Ужгородського управління державними лісами та землею. Згодом залізниця отримала дозвіл на перевезення пасажирів.
В період 1938–1945 років лінія експлуатувалась угорською компанією MÁV. Пасажирські перевезення на залізниці в цей час здійснювали 3 пари потягів..
Після входження Закарпаття до складу СРСР полотно вузькоколійної залізниці Ужгород — Анталовці було перешито з 760 мм на 750 мм. Розібрана у 1975–1976 рр. як нерентабельна.
Рухомий склад. Спочатку перевезення на залізниці Ужгород — Анталовці здійснювались за допомогою локомотивів на паровій тязі. Також функціонував кінний трак — «конка». Пізніше рухомий склад поповнився автомотрисами. В останні роки експлуатації на залізниці використовувались тепловози.

### Вузькоколійна залізниця Хуст— Медвежий

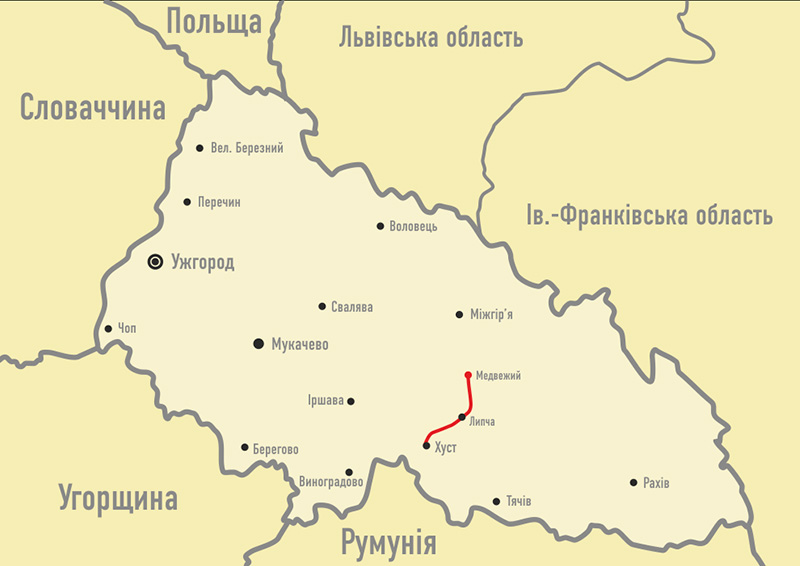
Схема вузькоколійки Хуст — Медвежий

Вузькоколійна залізниця була побудована в 1914 році. Довжина шляхів на момент введення в експлуатацію становила 9 км, ширина колії — 760 мм. Пізніше колія була подовжена до 26 км. Залізниця використовувалась для перевезення деревини з ур. Медвежий до широкої колії поблизу Хуста.
Лінія починалась біля колій ширококолійної залізниці Чоп — Ясіня, на відстані 1,7 км в західному напрямку від міста Хуст. Колія прямувала на північний схід по правому березі річки Ріка повз села Іза, Кошельово та Липча. На північ від села Горінчово вона повертала у вузьку долину р. Чеховець, притоки Ріки. Далі колія прямувала лісом через невелике село Монастирець. Закінчувалась лінія в ур. Медвежий, де знаходилась лісосіка та поселення лісорубів.
На сьогодні залізниця Хуст — Медвежий повністю демонтована, слідів колії не залишилось. Коли припинила роботу вузькоколійка, відомостей немає.
Рухомий склад. З моменту відкриття на залізниці експлуатувались локомотиви на паровій тязі.

### Вузькоколійна залізниця Свалява— Жденієво
Коли побудована невідомо. Довжина колії понад 29 км. Нині повністю розібрана. Із лісокомбіната(нині не робочий) йшла вузькоколійка до моста в Неліпино. Міст йшов через р. Латорицю, а далі йшла через Ганьковицю та Підполоззя аж до Жденієва. Також є один дуже цікавий факт — частиною траса М06 прокладена на місті колишньої вузькоколійки.

### Вузькоколійна залізниця Занька-ліс під г. Темнатик
Немає інформації ні про побудову, ні про демонтаж. Невеличка вузькоколійка була і в районі Воловця. У 1932 році її довжина складала близько 4 км. Ними доставляли деревину з навколишніх лісів. Є можливість того що дерева возили коні.
       

### Вузькоколійна залізниця Вишково— Шаян
Побудована до 1940 року. Довжина колії — 13 км. Нині повністю розібрана. Закрита залізнична станція Вишково знаходилася між станціями Буштино та Стеблівка. Колійна інфраструктура включала залізничний міст через річку Тиса.

### Вузькоколійна залізниця Дубриничі— Люта

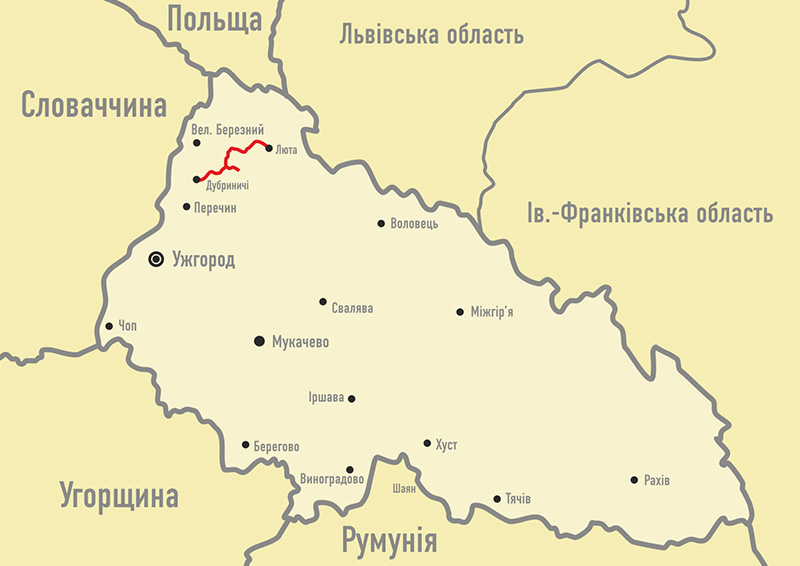
Схема вузькоколійки Дубриничі — Люта

У 90-х роках XIX століття в долині річки Лютянка в Перечинському районі Закарпатської області функціонувала залізниця на кінській тязі довжиною 7,2 км.
У 1902 році вузькоколійка стала власністю акціонерного товариства хімічного промислу «Bantlin» («Bantlin´sche Zellulose AG»). Довжина шляхів на цей момент становила 13,3 км, ширина колії — 760 мм. У 1906 році залізниця подовжена до 30 км. Залізниця Дубриничі — Чорноголова — Станицький — р. Люта розібрана у 1974 році. Поблизу села Дубриничі збереглися залишки залізничного мосту через річку Уж.

### Вузькоколійна залізниця Чинадієво— Синяк
Із Чинадієва (де на той час працювали дві пилорами, паркетний цех та фабрика сірників фірми «Вулкан»), вузькоколійка прямувала маршрутом Нижня Грабовниця — Синяк — гора Середній Верх. Споруджена у 1922—1923 рр. фірмою «Бантлін», яка у 1928 році передала її фірмі «Латориця». Долиною потоку Матекова вузькоколійка проходила поруч з купальнями Синяка та державним пралісовим заповідником, потім підіймалася узбіччям гори Буш і закінчувалася на висоті 800 м під горою Середній Верх. Довжина — 19 км. Зараз повністю демонтована.

### Вузькоколійна залізниця Великий Бичків— Кобилецька Поляна
Лісова залізниця Великий Бичків — р. Шопурка — Кобилецька Поляна побудована до 1940 року. Довжина шляхів — 33 км. Нині повністю демонтована.
Рухомий склад: локомотив на паровій тязі ОП2-150.

### Вузькоколійна залізниця Видричка— Щаул
Лісова залізниця Видричка — Богдан — р. Щаул побудована до 1945 року. Довжина колії становила 17 км. Розібрана в 1977—1978 роках.

## Фотогалерея

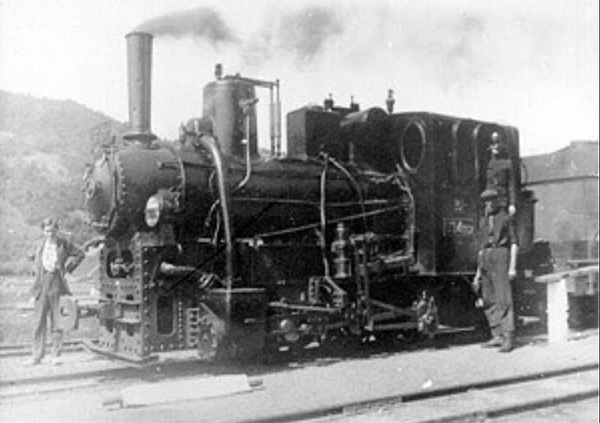
Локомотив U35.301 на ст. Кушниця
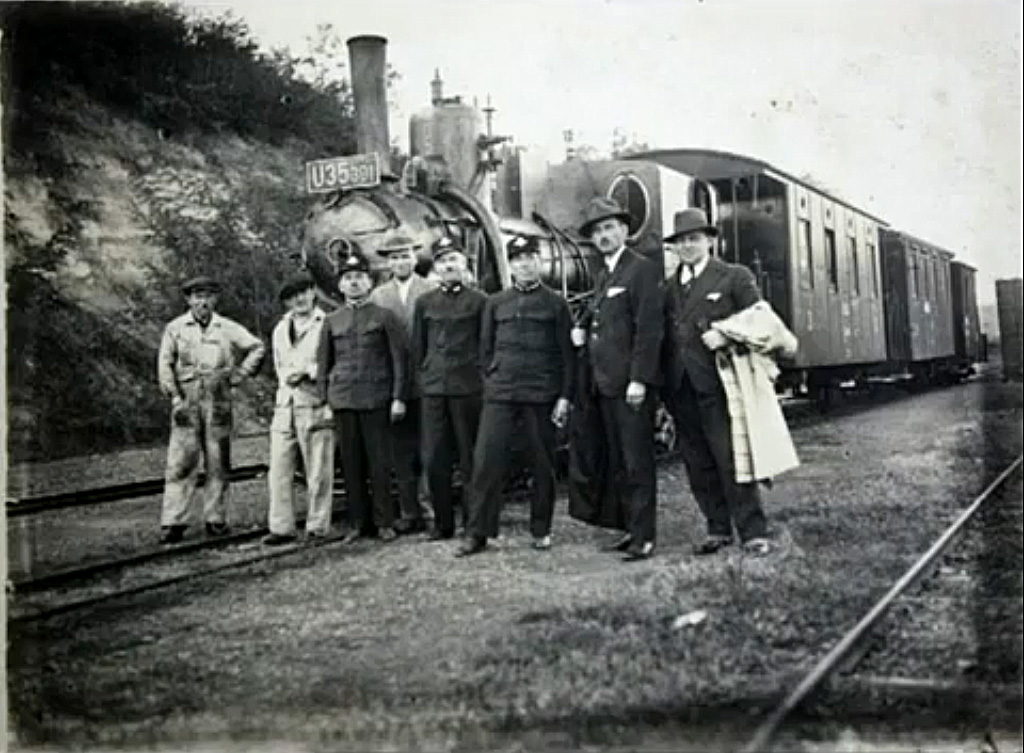
Локомотив U35.301 на ст. Хмільник
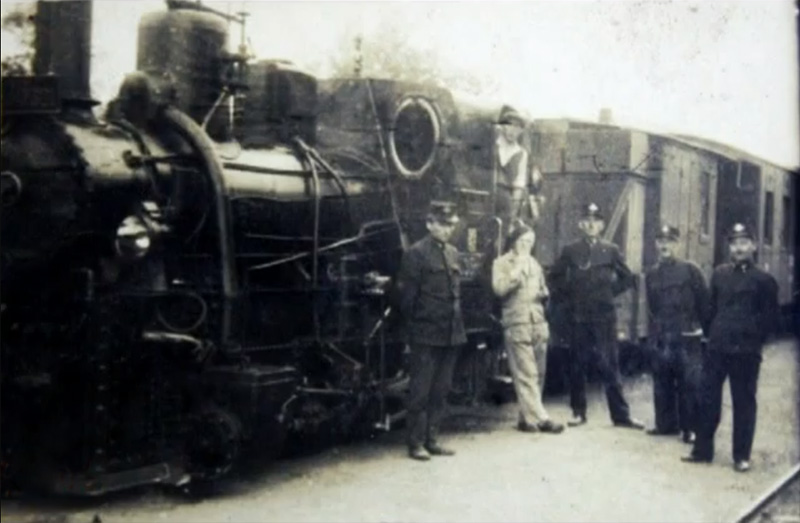
Локомотив U35.301 на ст. Іршава
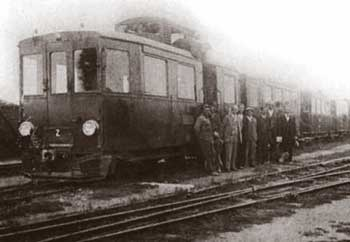
Мотовагон М 11.0
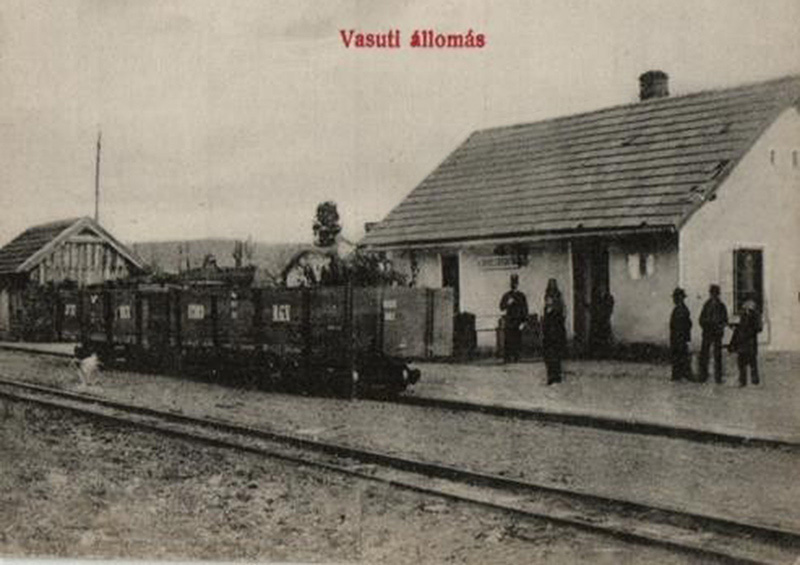
BGV, ст. Сільце - 1911 р.
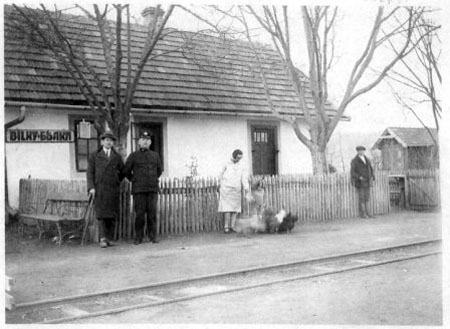
Станція Білки - 1930-ті рр.
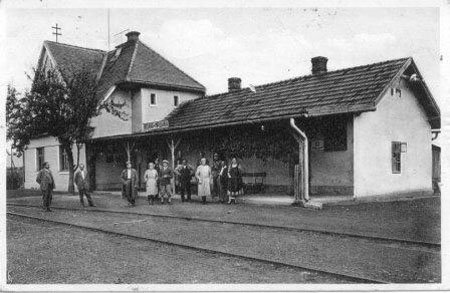
Станція Іршава - 1930-ті рр.
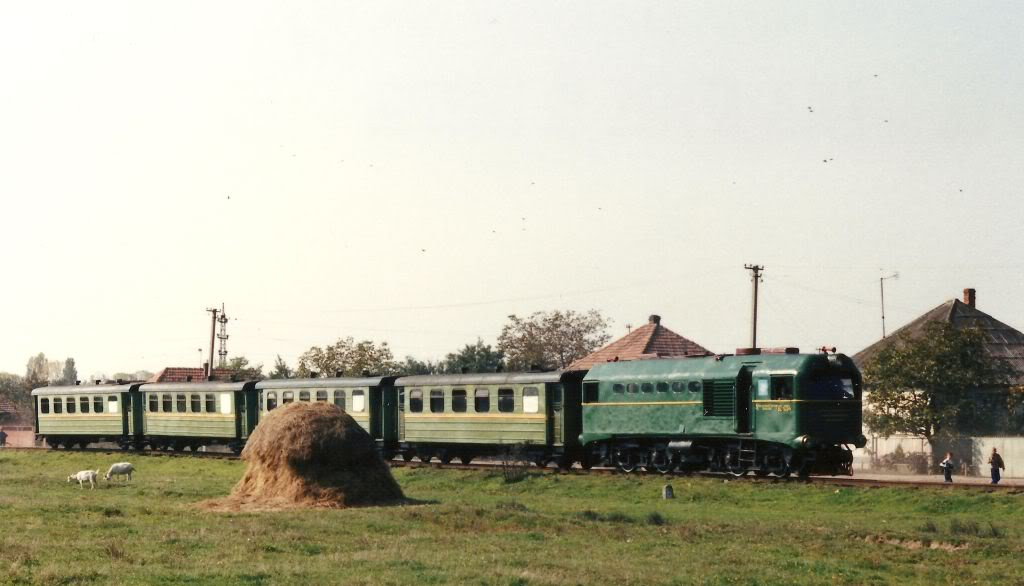
Боржавська вузькоколійка
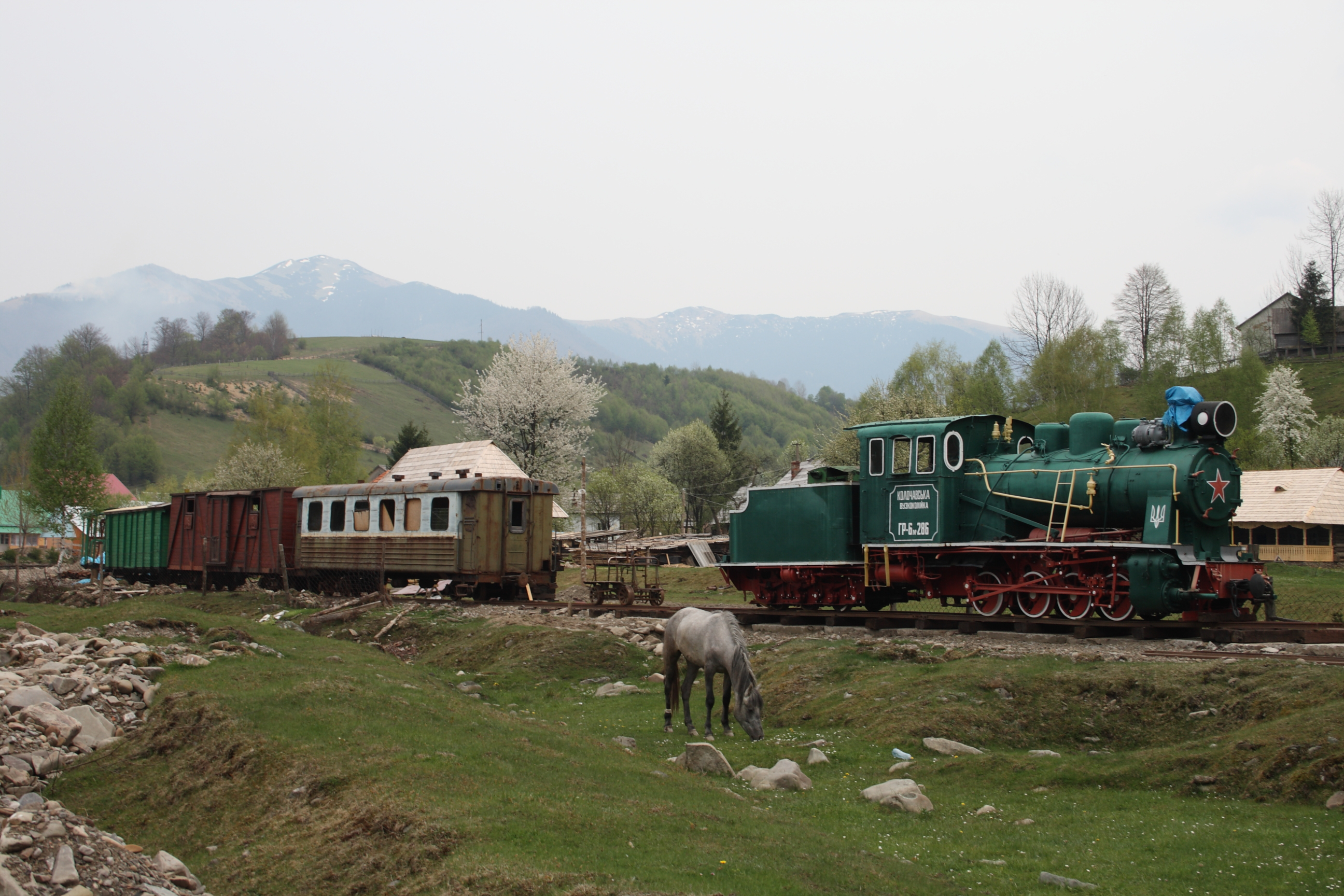
Паротяг ГР-6 № 286 в Колочаві